# غرغر
غُرغُر یا غُرغُر کردن یک صدای آرام و گلویی است که توسط جانوران به عنوان یک هشدار تهاجمی تولید می‌شود، اما می‌تواند در زمینه‌های دیگر مانند رفتارهای بازیگوشی یا جفت‌گیری نیز دیده شود. جانوران مختلف از غرغر کردن در زمینه‌های خاص به عنوان نوعی ارتباط استفاده می‌کنند. در انسان‌ها ممکن است هنگام نارضایتی از چیزی یا عصبانیت، صداهای کم یا کسل‌کننده‌ای منتشر شود، اگرچه به این صدای انسان اغلب «نالیدن» می‌گویند.
جانورانی که غرغر می‌کنند عبارتند از گربه‌ایان، خرس‌ها، سگ‌ها و تمساح‌ها. جانورانی که بیشتر برای غرغر کردن شناخته می‌شوند سگ‌سانان، خرس و گربه‌سانان هستند.